# 脱出アドベンチャー 悪夢の死神列車
『脱出アドベンチャー 悪夢の死神列車』（だっしゅつアドベンチャー あくむのしにがみれっしゃ）は、アークシステムワークスより2013年12月4日にニンテンドーeショップにて配信開始されたニンテンドー3DS用ゲームソフト。脱出アドベンチャーシリーズ第3作。
1作目、2作目からキャラや舞台が一新されたが、これらの作品と繋がる部分も持つ。
キャラクターデザインはフカヒレ。

## 概要
学園を舞台にした脱出ゲームで、仲間との会話でストーリーや脱出のヒントを追う「アドベンチャー」、フィールド内を調査して脱出の手がかりを探す「探索」、探索で見つけたアイテムや仕掛けを主人公の持つ特殊工具で分解・解除する「分解・パズル」の3つの要素を軸に展開する。今作においては主人公・トキノが持っていた「日記」の断片を見つけ出し、それを基にして探索していくシステムが存在する。

## 舞台
舞台は全て架空のものである。
- 織紙町（おりがみちょう）

大継町の隣町にあたる。自然豊かな町であるが、祟り神を祀る神社が建てられていたり、河原や山道などに祠が建てられていたりといった一面も持つ。
- 誰彼学園高校

織紙町内にある私立高校。トキノはこの学園に転校してきた。
- 死神列車

トキノが毎夜見る夢の中で乗り込んでいる列車。内装は様々であり、通勤型車両のようにロングシートの車両もあれば、食堂車となっている車両、寝台特急並みの豪華な個室が存在する車両もある。その列車の最深部に待ち受けるものは…

## 登場人物
今作も従来の若留・彦道・秀ノ介と同じく、女子生徒の主人公1人、男子生徒2人の計3人を中心にストーリーが進行する。
トキノ
今作の主人公。誰彼学園2年B組に転校してきた少女だが、学園になじめずにいる。左腕に肌身離さずつけてある腕時計には時計を修理するための工具が仕込まれている。工具を取り出す際は、専用のカットイン演出が入り、分解する時だけ眼鏡を着用する。名前の「トキノ」は、シリーズの主人公である『時野 若留（ときの わかる）』の苗字と同じ読みである。
キョウ
「死神列車」内で遭遇する少年。後に誰彼学園でも再会するのだがトキノに対しては冷淡な態度を崩さない。近寄りがたい一匹狼タイプだが、「死神列車」内では脱出のためにトキノにアドバイスをする事も。白銅鏡のネックレスを大切に持っている。
ソウタ
誰彼学園2年B組のクラス委員。クラスになかなかなじめないトキノにも気さくに話しかけてくる人当たりの良い性格。「死神列車」の悪夢に悩むトキノに助力してくれる。キョウとは幼なじみ。